# Édouard Lamourère
(Jean Léon) Édouard (Louis) Lamourère (en occitan Edoard Lamorèra; Esperce, le 18 novembre 1861 - Boussens, 1926) est un écrivain occitan et un instituteur en Lauraguais. Il a été également maire de Boussens de 1911 à 1914.

## Biographie
Édouard Lamourère est né en 1861. Son père  Pierre Sylvain (1838-1904) était cordonnier et son grand-père Dominique (1801-1862) charron. Il est devenu instituteur et a enseigné dans la Haute-Garonne, à Gibel (où il s'est marié en 1890), à Marquefave et finalement à Boussens. Il a écrit surtout des poésies et une de ses pièces a été couronnée aux Jeux Floraux en 1903. Il a été membre de l'Escòla Mondina et a collaboré à Tèrra d'òc.
En 1899, Édouard Lamourère décrit dans son poème Paure Brau (dans « Pé'l' campestré », page=213) la mise à mort d’un jeune taureau, qualifiant les toréros de « bourreaux », et s'indigne que les femmes de Toulouse puissent applaudir à ce spectacle.

## Œuvres
- (oc + fr) Édouard  Lamourère, Pé'l campestré : Légrémos e cansous, Toulouse, impr. de Lagarde et Sébille, 1899, 328 p. (BNF 30730375, lire en ligne), avec une première dédicace à Frédéric Mistral et la réponse du maître, et une seconde dédicace A's Paisans (Aux Paysans)[2].
- Faidido obtient une mention en 1902
- A la Fénno obtient une Primevère en 1903
- Mas sòrs dels camps (1903)
- De Clar en clar obtient une Primevère en 1911
- La Rousèlo Laùraguéso (CIRDOC, BAC-B-09-)
- Lettres à Danton Cazelles (1899, CIRDOC, BAC-B-09-2)

## Pour approfondir